# 李才佑
李 才佑（イ・ジェウ、1979年9月28日 - ）は、韓国出身のハンドボール選手。大同特殊鋼を経て2009年度からカタールへ移籍。ポジションは右45度。血液型はA型。181 cm、85 kg。左利き。
第31回、第32回日本ハンドボールリーグベストセブン選出。
2000年シドニーオリンピック（9位）、2004年アテネオリンピック（8位)、2008年北京オリンピック（8位）と3大会連続オリンピック代表。